# 貞木展生
貞木 展生（さだき のぶお、1934年3月7日 - 2025年6月12日）は、日本の経済学者、山口大学名誉教授。

## 略歴
山口県出身。山口大学経済学部卒。神戸大学大学院博士課程満期退学。1998年「所得循環と資金循環」で広島大学より経済学博士の学位を取得。山口大学経済学部助教授、教授、1997年定年退官、名誉教授、徳山大学経済学部教授。2004年退職。
2012年11月瑞宝中綬章受章。
2025年6月12日、山口市内で死去。91歳没。

## 著書
- 『例解経済学講義』中央経済社 1973
- 『山口県の市町村別人口の推移 その変遷と平成12年(西暦2千年)の予測』山口地方新聞協会出版局 地域発展計画双書 1989
- 『所得循環と資金循環』日本経済評論社 1997

共著
- 『現代金融論入門』北岡孝義,小村衆統,藤原賢哉共著 勁草書房 1992

### 翻訳
- ロバート・H.ハーブマン,ケニヨン・A.ノップ共著『価格の理論 市場組織の分析』保坂直達共訳 トッパン 経済学入門シリーズ 1968
- ロバート・C.ビンガム『自習経済学 プログラム・ブック』神保一郎共訳 東洋経済新報社 1970
- ドン・パティンキン『貨幣・利子および価格 貨幣理論と価値理論の統合 再版』勁草書房 1971
- ミッチェル, ハンド,ウオルター共著『マクロ経済学解説』元木久共訳 マグロウヒル好学社 1975
- J.L.スタイン『マネタリスト,ケインジアンおよび現代古典派経済学』橋本泰明,片岡晴雄共訳 勁草書房 経済と経済学の明日 1987

## 論文
- 論文  貞木展生